# Adam Schriemer
Adam Schriemer (* 17. August 1995 in Winnipeg) ist ein kanadischer Volleyballspieler und -trainer.

## Karriere
Schriemer begann seine Karriere am Mennonite Brethren Collegiate Institute in Winnipeg. Von 2014 bis 2018 studierte er an der Trinity Western University und spielte dort in der Universitätsmannschaft Spartans. Er gewann mit dem Team zweimal die Universitätsmeisterschaft. 2018 wurde er als Volleyballer des Jahres ausgezeichnet. Im gleichen Jahr wechselte der Zuspieler zum deutschen Bundesligisten SVG Lüneburg, mit dem er im DVV-Pokalendspiel und im Halbfinale der Meisterschaft-PlayOffs stand.
Seit 2019 ist Schriemer Trainer der Spartans an der Trinity Western University.